# Сесилі фон Цигезар
Сесилі фон Цигезар (англ. Cecily Brooke von Ziegesar) — американська письменниця, авторка відомої серії молодіжних романів під назвою «Пліткарка».

## Життєпис
Сесилі доводиться родичкою приятельці Йоганна фон Гете Сільвії фон Цигезар. Письменниця народилася 27 червня 1970 року в місті Норвалк, штат Коннектикут. У дитинстві мріяла стати балериною. Почала займатися в 3-річному віці і намагалася вступити до School Of American Ballet у 8-річному віці, але їй відмовили. У підлітковому віці вона прокидалася о 6-й ранку щоранку, щоб добиратися до школи The Nightingale-Bamford School, що знаходиться на Манхеттені. Закінчивши школу, Сесилі вступила до Colby College, а потім провела рік у Будапешті, працюючи на місцевій радіостанції. Після повернення до США, жінка почала навчатися письменницькому ремеслу в Університеті Аризони, але незабаром покинула навчання.
Переїхавши до Нью-Йорка, працюючи на фірмі Alloy Entertainment, Цигезар почала писати романи про молодь вищого суспільства Нью-Йорка. У 2002 році її роман увійшов до топ бестселерів на думку The New York Times і невдовзі з'явилися продовження і спін-офф. Образ школи списаний із закладу освіти Nightingale, в якому навчалася Цигезар. У 2005 році до цього списку потрапила серія книг, що виділяються, The It Girl. Коли восени 2007 року на екранах телекомпанії The CW вийшов однойменний телесеріал, який розчарував багатьох шанувальників книжкової серії, в інтерв'ю ABC News письменниця сказала, що всі основні сюжетні лінії були збережені, та й добре, що хоч дія відбувається в Нью-Йорку.. 16 травня 2011 року письменниця сама з'явилася в епізодичній ролі у фіналі четвертого сезону серіалу. У жовтні 2011 року Цигезар випустила добірку свого першого роману: «Психо-вбивця».

## Особисте життя
На даний момент письменниця проживає в кварталі Коламбія Стріт Вотерфронт у районі Брукліна зі своїм чоловіком Річардом, виконавчим директором організації Public Art Fund та двома дітьми — сином Оскаром та донькою Агнес. У сімейства є дві кішки породи корніш рекс.